# Censura por parte de TikTok
Hay evidencia de que TikTok ha reducido la visibilidad de publicaciones sobre temas considerados sensibles por el gobierno chino y el Partido Comunista Chino. Se dice que los temas que han sido censurados en la plataforma incluyen el genocidio uigur, las protestas de Hong Kong de 2019-2020, la disputa fronteriza entre China e India, líderes políticos extranjeros, personas LGBTQ+, personas discapacitadas y personas negras. TikTok también ha eliminado o omitido información de sus servicios para cumplir con las políticas de la empresa, las exigencias legales y las leyes de censura gubernamental. Las respuestas de TikTok a las acusaciones de censura han variado, desde afirmar que la plataforma busca proteger a los usuarios del acoso hasta argumentar que ciertos casos fueron el resultado de errores humanos y afirmar que algunos incidentes se debieron a errores algorítmicos.

## Censura política
En enero de 2019, el gobierno chino anunció planes para responsabilizar a los desarrolladores de aplicaciones como ByteDance por el contenido de los usuarios compartido a través de aplicaciones como Douyin (el nombre de TikTok en China), y enumeró 100 tipos de contenido que serían censurados. Se informó que cierto contenido considerado desfavorable para el Partido Comunista Chino ya estaba limitado para usuarios fuera de China, como contenido relacionado con las  protestas de Hong Kong de 2019-2020 o la independencia tibetana. TikTok ha bloqueado vídeos sobre derechos humanos en China, especialmente aquellos que hacen referencia a los campos de internamiento de Xinjiang y al genocidio uigur, y ha deshabilitado las cuentas de los usuarios que publican dicho contenido. En 2019, The Washington Post informó acerca de acusaciones de ex empleados estadounidenses que afirmaban que TikTok recibía órdenes de eliminar contenido considerado subversivo o controvertido por equipos basados en Beijing, aunque ByteDance negó que los moderadores del servicio estadounidense estuvieran ubicados en China. El 27 de noviembre de 2019, TikTok suspendió temporalmente la cuenta de Feroza Aziz, una usuaria afgano-estadounidense de 17 años, después de que publicara un video que, disfrazado como un tutorial de maquillaje, destacaba los campos de internamiento de Xinjiang. TikTok se disculpó y afirmó que la suspensión de la cuenta fue un "error humano", y la cuenta fue restablecida posteriormente. En julio de 2020, TikTok también suspendió la cuenta de otro usuario cuyo Video viral abordaba el mismo tema.
Las políticas de TikTok prohíben el contenido relacionado con una lista específica de líderes extranjeros, como Vladímir Putin, Donald Trump, Barack Obama y Mahatma Gandhi, debido a que puede generar controversia y ataques a opiniones políticas. Además, las políticas de la plataforma prohíben el contenido crítico hacia el presidente turco Recep Tayyip Erdoğan y aquellos que se consideran de apoyo al nacionalismo kurdo. Se ha informado que TikTok ha censurado a usuarios que respaldan las protestas contra la Ley de Enmienda de Ciudadanía en la India, así como a aquellos que promueven la paz entre hindúes y musulmanes. Estas restricciones reflejan las políticas de la plataforma en relación con temas sensibles y políticamente cargados.
En marzo de 2020, documentos internos filtrados a The Intercept revelaron que los moderadores de TikTok habían recibido instrucciones de suprimir publicaciones creadas por usuarios considerados "demasiado feos, pobres o discapacitados" para la plataforma. Además, se indicó que se censuraba el discurso político en transmisiones en vivo, prohibiendo aquellos que pudieran dañar el "honor nacional" o transmitir sobre "órganos estatales como la policía". En respuesta a las preocupaciones sobre la censura, la empresa matriz de TikTok contrató a K&L Gates, que incluye a excongresistas estadounidenses como Bart Gordon y Jeff Denham, para asesorar sobre sus políticas de moderación de contenidos. Asimismo, TikTok también contrató los servicios de la empresa de cabildeo Monument Advocacy.
En junio de 2020, según un informe de The Wall Street Journal, algunos usuarios de TikTok que previamente no estaban vinculados a la política empezaron a expresar opiniones a favor de Beijing con la intención explícita de aumentar sus seguidores y evitar posibles prohibiciones no declaradas. Más adelante en ese mismo mes, The Times of India reportó que TikTok estaba prohibiendo videos relacionados con la disputa fronteriza entre China e India y los enfrentamientos entre ambos países. En julio, la empresa anunció su retirada de Hong Kong en respuesta a la implementación de la ley de seguridad nacional de Hong Kong.
En noviembre de 2020, durante una comparecencia ante un comité parlamentario británico, un exejecutivo de TikTok reveló que la plataforma censuraba contenido crítico con China, especialmente aquel relacionado con el genocidio uigur.
En enero de 2021, TikTok prohibió el contenido relacionado con Trump que se consideraba que incitaba a la violencia. El 3 de febrero, recibió elogios de funcionarios rusos por su cooperación en la eliminación de contenido "prohibido", principalmente vinculado a protestas en Rusia. Evgeniy Zaitsev, un funcionario de la agencia de censura de medios Roskomnadzor, destacó la cooperación activa de TikTok con Rusia, afirmó que se debía resaltar entre otras plataformas y señaló que esta colaboración no era evidente en otras. Además, Alexander Khinshtein, diputado de la Duma estatal, elogió las nuevas políticas "anti-noticias falsas" de TikTok, considerándolas acordes con la ideología de la ley rusa de censura de contenidos y expresando que deberían ser percibidas como una señal muy positiva.

## Grupos minoritarios

### Descripción general
Según la historiadora de tecnología Mar Hicks, los creadores de TikTok sienten la necesidad de ser extremadamente cautelosos con lo que publican "porque las reglas cambian en un momento dado [y] no hay transparencia". Hicks señaló que la desaparición repentina de etiquetas, ya sea intencional o no, tiene "efectos increíblemente problemáticos y negativos en las comunidades que ya están marginadas y borradas". La falta de claridad en torno a la eliminación y moderación de contenido en TikTok es una fuente constante de frustración para los usuarios de la aplicación. Aunque TikTok tiene pautas comunitarias, no existe una lista pública de palabras y frases específicas que estén prohibidas, y no está claro en qué medida la moderación se realiza de forma algorítmica en comparación con la intervención humana. En situaciones de protesta contra actos de racismo y el racismo en general, los usuarios sintieron que hubo un cambio en la visibilidad de su contenido, ya sea que este apareciera con menos frecuencia o incluso que no apareciera en absoluto.

### LGBTQ+ y personas discapacitadas
En 2019, The Guardian informó que los intentos de TikTok de aplicar una moderación sensible a nivel local resultaron en la eliminación de contenido que podría considerarse favorable a las personas LGBTQ+ o los derechos LGBTQ+ (como imágenes de parejas del mismo sexo tomadas de la mano) en países como Turquía. 
En diciembre de 2019, TikTok admitió que su objetivo era "reducir el acoso" en los comentarios de vídeos al disminuir artificialmente el potencial viral de los videos identificados por su algoritmo como creados por personas LGBTQ+. Ese mismo mes, el sitio web alemán Netzpolitik.org informó que TikTok también disminuyó artificialmente el potencial viral de videos identificados por su algoritmo como creados por "personas gordas, personas con desfiguración facial, autismo, síndrome de Down, personas discapacitadas o personas con algunos problemas faciales". Es posible que los videos de los afectados no se muestren fuera de su país de origen ni aparezcan en la página "Para ti", el feed algorítmico personalizado de la página de inicio de TikTok. Según The Verge, algunas lesbianas en TikTok se refieren a sí mismas en broma como "le dolla bean", en referencia a la ortografía "le$bian" utilizada para evitar que TikTok elimine el video. Hicks le dijo a The Verge que "se convirtió en toda una broma, porque las cosas que tenían la palabra 'lesbiana' estaban siendo marcadas para su eliminación o causando que las cuentas de los usuarios tuvieran problemas".
En 2020, TikTok fue acusado de censurar a usuarios transgénero después de informes de usuarios transgénero cuyos videos eran eliminados o silenciados. La BBC informó que la organización benéfica LGBTQ+ Stonewall afirmó que tales acciones habían "enviado un mensaje dañino a los jóvenes trans que utilizan la plataforma como apoyo". TikTok emitió un comunicado afirmando que "categóricamente no eliminan ningún contenido sobre la base de la expresión de identidad de género".
En septiembre de 2020, según el Instituto Australiano de Política Estratégica, se informó que ciertos hashtags LGBTQ+ fueron limitados en Bosnia, Rusia y Jordania. TikTok reconoció la restricción de los hashtags en esos países, argumentando que se basaba en leyes locales que justificaban algunas restricciones de hashtags y en la naturaleza predominantemente pornográfica de otros hashtags. La plataforma también aseguró que algunos hashtags habían sido moderados por error y que el problema se resolvió posteriormente, señalando que algunos de los hashtags supuestamente censurados nunca habían sido utilizados por los creadores de videos.

### Personas de raza negra

Los activistas alentaron a los usuarios de TikTok a cambiar su foto de perfil por el símbolo del puño de poder negro en solidaridad con los creadores afroamericanos en TikTok.

El 7 de mayo de 2020, en conmemoración al próximo cumpleaños de Malcolm X el 19 de mayo, el usuario de TikTok Lex Scott animó a los espectadores a protestar contra la supresión de creadores afroamericanos por parte de TikTok cambiando sus imágenes de perfil por el símbolo del puño de poder negro, siguiendo a los creadores negros y dejando de seguir a aquellos que no apoyaran la iniciativa. Este movimiento fue etiquetado como #ImBlackMovement. Miles de usuarios de TikTok siguieron su ejemplo, y el hashtag #BlackVoicesHeard alcanzó más de 6 millones de visitas en la mañana del 19 de mayo.
Después de los disturbios raciales desencadenados por el asesinato de George Floyd el 25 de mayo de 2020, los creadores de contenido en TikTok expresaron que la plataforma estaba deliberadamente suprimiendo videos que usaban los hashtags #BlackLivesMatter y #GeorgeFloyd, ya que parecían no recibir visitas. TikTok emitió un comunicado de disculpa, atribuyendo este problema a un error técnico que afectó la visualización, asegurando que, de hecho, los hashtags habían recibido más de 2 mil millones de visitas.Se planteó la preocupación de que las pautas de moderación se aplicaran de manera desigual, especialmente para personas LGBTQ+ y personas de color. Esto generó inquietud, ya que su contenido era suprimido o eliminado por supuestas violaciones, mientras que los informes de acoso o discurso de odio de otros usuarios no eran atendidos adecuadamente. Esto no solo limitaba su capacidad para expresarse y ser vistos en la plataforma, sino que también los exponía a ataques y mensajes de odio.